# Euripus pfeifferoides
Euripus pfeifferoides är en fjärilsart som beskrevs av Hans Fruhstorfer 1899. Euripus pfeifferoides ingår i släktet Euripus och familjen praktfjärilar. Inga underarter finns listade i Catalogue of Life.